# Casa-taller fotògraf Gambús
La casa-taller fotògraf Gambús és un edifici situat a la cantonada de l'avinguda Meridiana i del carrer d'Aragó del barri del Clot de Barcelona. Fou projectat per l'arquitecte Joaquim Rivera i Cuadrench (o Joaquim Rivera i Quadreny) i construït entre 1913 i 1915 per l'encàrreg del fotògraf Santiago Gambús Mispoulet. Fou restaurat l'any 2020.

## Descripció

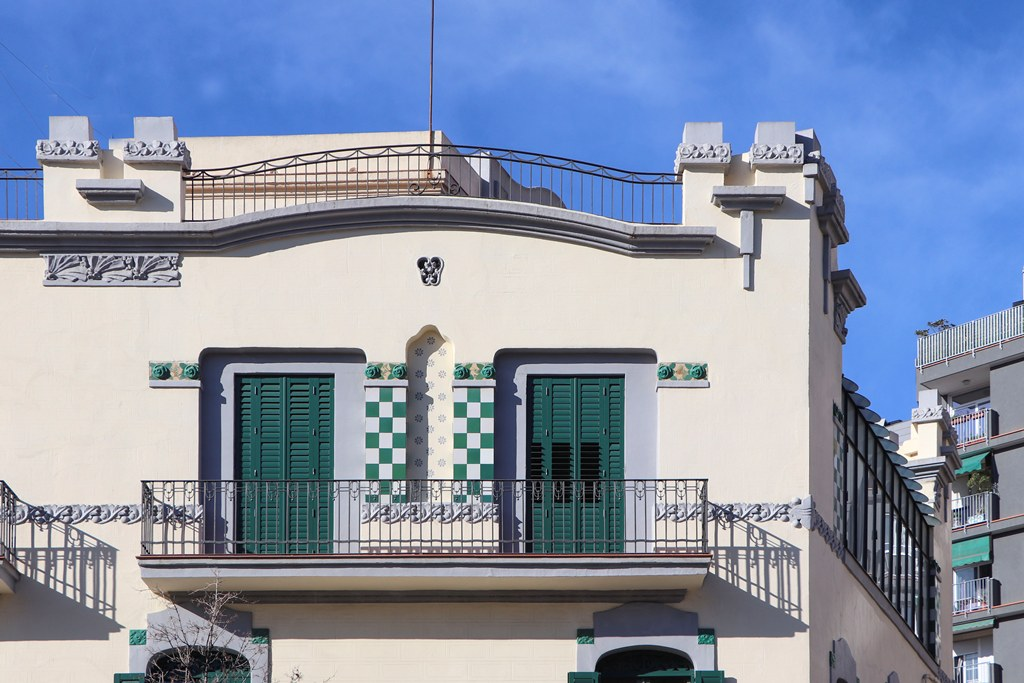
Detail de l'edifici

L'edifici, en xamfrà amb façana a l'avinguda Meridiana, 117 i carrer d'Aragó, 588-592, és realitzat en un estil modernista contingut, fronterer amb el noucentisme. Es compon de planta baixa i dos pisos, amb el portal principal d'accés situat al xamfrà. Destaquen les decoracions de les llindes de les obertures, les peces de ceràmica vidrada, les sanefes i detalls en relleu de color gris i la forja de les reixes i baranes. A la part superior del xamfrà encara es conserva la gran vidriera, on Santiago Gambús va instal·lar el seu estudi. La decoració de les pilastres situades a la segona planta de la façana de l'edifici consisteix en una alternança de rajoles de color blanc i verd, a mode d’escaquer. Els capitells de les pilastres són ornats amb flors en relleu de color groc i verd.